# Angelo Esposito
Angelo Esposito (* 20. Februar 1989 in Montréal, Québec) ist ein ehemaliger italo-kanadischer Eishockeyspieler, der im Verlauf seiner aktiven Karriere zwischen 2005 und 2016 unter anderem 124 Spiele für die Chicago Wolves, San Antonio Rampage und Texas Stars in der American Hockey League (AHL) auf der Position des Centers bestritten hat.

## Karriere
Esposito spielte zunächst von 2004 bis 2005 für die Eishockeymannschaft der Shattuck St. Mary’s im High-School-Ligensystem der Vereinigten Staaten. Er galt aufgrund seines Talents als Kandidat als erster Spieler im Draft der kanadischen Juniorenliga Ligue de hockey junior majeur du Québec (LHJMQ) ausgewählt zu werden, doch sagte er allen General Managern, dass er nie in der Liga spielen würde und stattdessen die US-amerikanische College-Liga der National Collegiate Athletic Association (NCAA) bevorzuge. Kurz bevor die Foreurs de Val-d’Or, die den elften Spieler auswählen sollten, im Draft an der Reihe waren, gaben sie ihr Wahlrecht in der ersten Runde an die Remparts de Québec im Tausch für mehrere Spieler und Draftpicks ab. Durch Espositos Aussage, nie in der Liga zu spielen, war er bisher von allen Teams übergangen worden, doch die Remparts wählten ihn mit dem Draftpick der Foreurs de Val-d’Or aus. Wenige Wochen später einigte sich das Management der Remparts mit Esposito auf einen Vertrag.
Esposito wurde gleich zu Beginn seiner ersten Saison in der LHJMQ im Herbst 2005 in die erste Reihe auf der Position des Centers aufgestellt. Gleich in seinem ersten Spiel erzielte er nach wenigen Sekunden sein erstes Tor. Nachdem er in der ersten Hälfte der Saison großartige Leistungen brachte, schwächelte er in der zweiten Hälfte, schaffte es aber auf 39 Tore und 59 Assists in 57 Spielen. Zusammen mit seinen Sturmpartnern Mathieu Melanson und Alexander Radulow bildete er die beste Sturmreihe der Liga, die das Team bis ins Finale der Meisterschaft und wenig später zum Triumph in der Memorial-Cup-Finalrunde führte. Esposito erhielt nach der Saison die Trophée Michel Bergeron als bester Rookie in der Offensive. Auf Grund seiner hervorragenden ersten Saison in der LHJMQ galt Angelo Esposito als Favorit als erster Spieler im NHL Entry Draft 2007 ausgewählt zu werden und lag bei den Ranglisten der National Hockey League (NHL) für den Entry Draft lange Zeit an der Spitze. Da seine zweite Saison mit 27 Toren und 52 Assists schlechter verlief als die Erste, rutschte er in der endgültigen Ranglisten auf den achten Platz ab.
Im Entry Draft 2007 wurde er an der 20. Position von den Pittsburgh Penguins ausgewählt. Im September 2007 nahm er am Trainingscamp der Penguins teil, konnte sich aber noch nicht durchsetzen und verbrachte die Saison 2007/08 bei den Remparts, wo er weiterhin gut spielte, aber erneut nicht an die Leistungen seiner ersten Saison heranreichte. Ende Februar 2008 gehörte Esposito zu einem Paket von Spielern, das unter anderem für Marián Hossa zu den Atlanta Thrashers geschickt wurde. Die Spielzeit 2007/08 beendete der Angreifer bei den Chicago Wolves, für die er sein Debüt in der American Hockey League (AHL) gab. Nachdem er am 7. Juni 2008 innerhalb der LHJMQ zum Club de hockey junior de Montréal transferiert worden war, brachten ihn die Atlanta Thrashers am 18. Juli 2008 zur Vertragsunterschrift unter einen mehrjährigen NHL-Vertrag. Nach dem Trainingslager bei den Atlanta Thrashers schickten ihn diese in die LHJMQ zurück. Für den Club de hockey junior de Montréal bestritt Esposito im Saisonverlauf lediglich 35 Begegnungen, da ihn ein Kreuzbandriss vom Spielbetrieb ausfallen ließ. Die folgende Spielzeit verbrachte der Center bei den Chicago Wolves und bestritt nach seinem Comeback zwölf Partien in der AHL, bevor eine erneute Knieverletzung ihn abermals in der weiteren Entwicklung zurückwarf. In der Saison 2010/11 stand der Kanadier schließlich erstmals seit rund drei Jahren über die meiste Zeit der Saison auf dem Eis und verbesserte seine Punktausbeute auf 13 Punkte in 57 Partien.
Am 9. Juli 2011 transferierten ihn die Winnipeg Jets – so der Name des Thrashers-Franchise ins kanadische Winnipeg – im Austausch für Kenndal McArdle zu den Florida Panthers. Im Januar 2012 gaben die Panthers den Center im Austausch für den tschechischen Außenstürmer Ondřej Roman an die Dallas Stars ab. Die Saison 2012/13 begann er bei den Pelicans Lahti aus der finnischen SM-liiga, ehe er im Januar 2013 nach Italien wechselte. Dort unterschrieb er in der Serie A1 beim Aufsteiger Hockey Milano Rossoblu, verließ den Verein aber im Oktober desselben Jahres und spielte anschließend für den HC Bozen in der österreichischen Erste Bank Eishockey Liga (EBEL). Am Saisonende gewann er mit dem Südtiroler Team die Meisterschaft der EBEL. Trotz des Erfolgs kehrte Esposito im Sommer 2014 nach Nordamerika zurück und absolvierte in der Anfangsphase der Saison 2014/15 eine Partie für die Fort Wayne Komets in der ECHL. Zur Spielzeit 2015/16 schloss sich der Italo-Kanadier der SG Cortina an, womit er in die italienische Serie A zurückkehrte. Im Saisonverlauf kam er zu 35 Einsätzen. Anschließend absolvierte er zwischen Ende August und Ende Oktober 2016 neun Partien für den tschechischen Zweitligisten HC České Budějovice, ehe sich der 27-Jährige aus dem aktiven Sport zurückzog.

## Erfolge und Auszeichnungen
| - 2006 Memorial-Cup-Gewinn mit den Remparts de Québec - 2006 Trophée Michel Bergeron - 2006 LHJMQ All-Rookie-Team - 2006 CHL All-Rookie-Team | - 2007 Teilnahme am CHL Top Prospects Game - 2007 Trophée Michael Bossy - 2014 EBEL-Meister mit dem HC Bozen |

### International
- 2006 Goldmedaille bei der World U-17 Hockey Challenge
- 2006 Goldmedaille beim Ivan Hlinka Memorial Tournament
- 2009 Goldmedaille bei der U20-Junioren-Weltmeisterschaft

## Karrierestatistik

### International
Vertrat Kanada bei:
- World U-17 Hockey Challenge 2006
- Ivan Hlinka Memorial Tournament 2006
- U18-Junioren-Weltmeisterschaft 2007
- U20-Junioren-Weltmeisterschaft 2009

(Legende zur Spielerstatistik: Sp oder GP = absolvierte Spiele; T oder G = erzielte Tore; V oder A = erzielte Assists; Pkt oder Pts = erzielte Scorerpunkte; SM oder PIM = erhaltene Strafminuten; +/− = Plus/Minus-Bilanz; PP = erzielte Überzahltore; SH = erzielte Unterzahltore; GW = erzielte Siegtore; 1 Play-downs/Relegation; Kursiv: Statistik nicht vollständig)

## Sonstiges
Angelo Esposito ist nicht verwandt mit den ehemaligen NHL-Größen Phil und Tony Esposito. Kurioserweise heißen aber zwei Onkel von ihm Phil und Tony. Wie Phil Esposito trägt er die Nummer 7 auf seinem Trikot.